# Suleiman Cassamo
Suleiman Cassamo (ur. 2 listopada 1962 w Marracuene) – mozambicki pisarz, inżynier, wykładowca na Uniwersytecie im. Eduardo Mondlane w Maputo.
Urodził się 30 km na północ od Maputo w rodzinie muzułmańskiej. W domu rodzinnym pisarza używano głównie języka ronga. Systematyczną naukę portugalskiego rozpoczął dopiero w szkole podstawowej. W 1988 ukończył mechanikę na uniwersytecie w Maputo. Jest członkiem Stowarzyszenia Pisarzy Mozambickich, w latach 1997-1999 pełnił funkcję przewodniczącego związku.

## Twórczość
Suleiman Cassamo jest autorem krótkich tekstów, felietonów i opowiadań, początkowo publikowanych w mozambickich czasopismach. W 1999 roku ukazała się jego powieść Palestra para um morto (Wykład dla nieboszczyka), nawiązująca do napisanej przez Juana Rulfo powieści Pedro Páramo. W swojej twórczości Cassamo porusza problemy społeczne współczesnego Mozambiku: wpływ wielu lat wojny domowej i kolonizacji na losy Mozambijczyków, współistnienie tradycji i nowoczesności, trudną sytuację kobiet. Na kształt jego prozy miały wpływ dzieła pisarzy latynoamerykańskich, m.in.: Jorge Amado, Jorge Luisa Borgesa oraz autorów pochodzących z USA: Edgara Allana Poe, Williama Faulknera. 
Suleiman Cassamo pisze w języku portugalskim, jednak niejednokrotnie sięga do mowy potocznej używanej w Maputo. W jego utworach znajdują się liczne zapożyczenia leksykalne i gramatyczne z języków bantu. 
Dzieła Suleimana Cassamo nie były dotychczas tłumaczone na język polski.

## Dzieła
- 1989 - O Regresso do morto (Powrót nieboszczyka, opowiadania)
- 1997 - Amor de boabá (Baobab i miłość, opowiadania)
- 1999 - Palestra para um morto (Wykład dla nieboszczyka, powieść)